# Поморский дивизион пограничных кораблей
Поморский дивизион пограничных кораблей (пол. Pomorski Dywizjon Okrętów Pogranicza), по документам в/ч 3058 (JW 3058), в/ч 2503 (JW 2503) и в/ч 3165 (JW 3165) — морское подразделение Войск охраны пограничья. Размещалось в Свиноуйсьце (Западное Поморье).

## История
Приказом Министерства национальной обороны № 055/org. от 20 марта 1948 года в составе 8-й бригады ВОП была образована флотилия быстроходных кораблей в Тжебеже по штату 7/40. Приказом Министерства государственной безопасности № 043/org. от 3 июня 1950 года флотилия была переименована в морскую флотилию Тжебежа (пол. Flotylla Morską Trzebież) по штату 098/1 и получила номер в/ч 3058.
Приказом Министерства государственной безопасности № 06/WW от 26 июня 1951 года флотилия преобразована в соответствии со штатом 098/6 в дивизион пограничных кораблей Свиноуйсьце (пол. Dywizjon Okrętów Pogranicza Świnoujście), дивизиону присвоен номер в/ч 2503. В последующие годы дивизион подвергался множественным организационным изменениям. 1 октября 1952 года в соответствии с приказом командования Войск охраны пограничья № 099/org. от 16 сентября 1952 года в составе дивизиона была образована Группа пограничных катеров (пол. Grupa Kutrów Pogranicza), штабом которой было Свиноуйсьце. В составе группы было 12 катеров.
В 1961 году дивизиону присвоен позывной «Модель» (пол. Model).
В 1965 году дивизион по штату 7/61 получил название 30-й дивизион пограничных кораблей (пол. 30 Dywizjon Okrętów Pogranicza) с номером в/ч 3165. В соответствии с распоряжением начальника Генерального штаба № 041/org. от 14 марта 1967 года как Поморский дивизион вошёл в подчинение Морской бригады пограничных кораблей.
В 1972 году в соответствии с распоряжением начальника Генерального штаба № 052/org. от 17 сентября 1971 года дивизион был передан в распоряжение ВМС Польши.

## Командование дивизиона
- командир-подпоручик Пётр Александров (1951—?)
- капитан Казимеж Новицкий (1954—1955)
- капитан Станислав Зайковский (1955—1956)[5]
- поручик Раймунд Корч (1956—1958)
- командир-подпоручик Станислав Зайковский (1958—1964)
- врио капитан Мариан Ольбрыхт (1964)
- командир-подпоручик Мариан Брдыс (1964—?)